# Gluon
Pour les articles homonymes, voir Gluon (homonymie).
En physique, les gluons sont les bosons de jauge responsables de l'interaction forte. Les gluons confinent les quarks ensemble en les liant très fortement. Ils permettent ainsi l'existence des protons et des neutrons, ainsi que des autres hadrons, et donc de l'univers que nous connaissons.

## Nom
Le substantif masculin, « gluon » (prononcé [ɡly.ɔ̃] en français standard) est un emprunt à l'anglais, gluon, substantif dérivé de glue, (« colle »), avec le suffixe -on (« -on »). En physique des particules, l'anglais gluon est attesté dès 1962 : sa première 
occurrence connue se trouve dans un article du physicien théoricien américain Murray Gell-Mann (1929-2019),.

## Caractéristiques de charge et masse des gluons
La charge électrique des gluons est nulle, la valeur de leur spin est 1 et chaque gluon porte une charge de couleur (rouge, vert ou bleu, comme les quarks), ainsi qu'une anti-charge de couleur (comme les anti-quarks). Il y a 8 différentes sortes de gluons, en fonction de leur charge et de leur anti-charge de couleur.
Dans la théorie de la chromodynamique quantique (en anglais : quantum chromodynamics, ou QCD) utilisée aujourd'hui pour décrire l'interaction forte, les gluons sont échangés lorsque des particules possédant une charge de couleur interagissent. Lorsque deux quarks échangent un gluon, leur charge de couleur change ; le gluon se chargeant d'une anti-couleur compensant la perte du quark, de même que la nouvelle charge de couleur du quark. Étant donné que les gluons portent eux-mêmes une charge (et une anti-charge) de couleur, ils peuvent aussi interagir avec d'autres gluons, ce qui rend l'analyse mathématique de l'interaction forte très compliquée.
Dans la théorie des champs quantiques, la valeur théorique de la masse d’un gluon est nulle. Cependant une masse aussi grande que quelques meV/{\displaystyle c^{2}} n’est pas à écarter.

## Pourquoi huit gluons au lieu de neuf?
A priori il pourrait y avoir neuf types de gluons, un pour chaque combinaison de charge et d'anti-charge de couleur (rouge, vert, bleu, et anti-rouge, anti-vert, anti-bleu), ce qui donnerait les gluons suivants :
{\displaystyle r{\bar {r}},r{\bar {v}},r{\bar {b}},v{\bar {r}},v{\bar {v}},v{\bar {b}},b{\bar {r}},b{\bar {v}},b{\bar {b}}}.
En fait, du point de vue mathématique, il existe un nombre illimité de types de gluons, chacun pouvant être en fait représenté par une combinaison linéaire des neuf états fondamentaux (aussi appelés états propres) listés ci-dessus. Par exemple, un gluon pourrait être représenté par l'état combiné {\displaystyle (r{\bar {r}}-v{\bar {v}})/{\sqrt {2}}}. Ce genre de combinaisons linéaires d'états est assez courant en mécanique quantique, et compatible avec sa formulation.
Cependant, la chromodynamique quantique nous enseigne que la relation linéaire suivante lie trois des états fondamentaux, du fait que les états complètement neutres du point de vue de la couleur n'interagissent pas par interaction forte :
{\displaystyle \;r{\bar {r}}+v{\bar {v}}+b{\bar {b}}=0}
Cela implique alors que les neuf états fondamentaux cités plus haut ne peuvent tous exister indépendamment : cette relation réduit de un le nombre des degrés de liberté correspondant. Il n'y a donc plus que huit degrés de liberté disponibles, ou huit états fondamentaux linéairement indépendants, ce qui s'interprète comme équivalent à un nombre de types de gluons distincts limité à huit seulement.

## Preuve expérimentale
La première trace expérimentale des gluons a été découverte en 1979 dans l'accélérateur de particules PETRA (collisions électron-positron) du laboratoire DESY à Hambourg, lorsque fut réalisée la preuve d'une collision à trois jets : le troisième jet fut ainsi attribué à l'émission d'un gluon par un des quarks produits.

## Origine des gluons
Selon la théorie du Big Bang, l'Univers primordial était à une température et une pression telles que les quarks et les gluons devaient être totalement libres et donc indépendants (déconfinés). Cet état est dit plasma de quarks et de gluons (PQG). Puis, alors que ce plasma se refroidissait, les gluons ont pu confiner les quarks ensemble, ce qui a permis l'existence des protons et des neutrons, ainsi que des autres hadrons. Une expérience de physique nucléaire et hadronique nommée ALICE vise à étudier ce plasma, pour mieux comprendre la chromodynamique quantique. Ce plasma sera produit au LHC (Large Hadron Collider) du CERN, par collisions d’ions lourds (de plomb) à très haute énergie. Ces collisions devraient produire une température plus de 100 000 fois supérieures à celle qui règne au cœur du Soleil, ce qui devrait en quelque sorte faire « fondre » les protons et les neutrons de la matière, libérant les quarks de l’emprise des gluons et créant un état de la matière encore jamais observé : le plasma de quarks et de gluons,.

## Dans la culture populaire
Dans la série télévisée pour la jeunesse Téléchat, les Gluons sont de petits êtres ronds incarnant « l'âme des choses », des avatars parlants qui personnalisent la matière.